# Alexander Stephan (Schauspieler)
Alexander Stephan, eigentlich Gunnar Warner, (* 20. Juli 1945 in Brannenburg, Oberbayern; † 27. Januar 2011 in München) war ein deutscher Schauspieler.

## Leben
Stephan wuchs in Berchtesgaden und Bremen auf. Während der Schulzeit trat er am Theater Bremen in Kinderrollen auf. Außerdem arbeitete er als Sprecher für Kinderrollen beim Hörfunk. Nach dem Abitur absolvierte Stephan eine Gesangsausbildung an der Musikhochschule München und parallel dazu eine Schauspielausbildung an der Neuen Münchner Schauspielschule. 
Es folgten erste Engagements als Theaterschauspieler an der Münchner Tribüne und an der Kleinen Komödie München. An der Kleinen Komödie trat er unter anderem in der Kriminalkomödie Keine Leiche ohne Lilly von Jack Popplewell auf. Weitere Engagements hatte am Fritz-Rémond-Theater in Frankfurt am Main (in Dear Daddy von Dennis Cannan) und bei verschiedenen Tourneetheatern. Bei Tourneeproduktionen spielte er unter anderem in Salome, Mein Freund Harvey, in der Operette Die Försterchristl, in dem Musikalischen Lustspiel Das kleine Hofkonzert, in dem Schauspiel Johannisfeuer von Hermann Sudermann, in Hamlet und in Volpone von Ben Jonson. 
Anfang der 1970er Jahre wurde er, nachdem er zuvor versucht hatte, unter seinem Geburtsnamen eine Karriere als Schlagersänger und Schauspieler zu beginnen, von dem Produzenten und Regisseur Horst Hächler für den Film entdeckt. Dort spielte er hauptsächlich in den Wiederauflagen von Heimatfilmen nach den literarischen Vorlagen von Ludwig Ganghofer. Stephan wurde im Film meist in der Rolle des jugendlichen Liebhabers besetzt, wobei es ihm gelang, sowohl den süddeutschen Naturburschen als auch Adelige und Grafen rollen- und typgerecht zu interpretieren. 
In dem Heimatfilm Der Jäger von Fall (1974) spielte er den treuen und aufrichtigen Jäger Friedl, der nach seiner Militärzeit in seinen Heimatort zurückkehrt und dort feststellen muss, dass seine frühere Freundin mit einem anderen Mann zusammenlebt, der in Wilddiebereien verstrickt ist. In Der Edelweißkönig (1975) übernahm er die Rolle des unter dem Einfluss seiner herrschsüchtigen Mutter stehenden Grafen Luitpold, der sich in ein Bauernmädchen verliebt. In der Neuverfilmung Das Schweigen im Walde (1976) erliegt er als Graf Ettingen den Reizen einer Baronin aus München, die es ausschließlich auf sein Geld abgesehen hat. Im letzten Film der Ganghofer-Reihe, Waldrausch, spielte er 1977 an der Seite von Uschi Glas den edlen Bauingenieur Ambros Lutz, der die beim Bau eines Staudamms beschäftigten italienischen „Fremdarbeiter“ gegen die Anfeindungen der heimischen Bevölkerung verteidigt.
Eine Nebenrolle in der US-amerikanischen Fernsehproduktion Feuersturm und Asche, der Fortsetzung der Fernsehserie Der Feuersturm, markierte weitgehend das Ende seiner relativ kurzen Filmkarriere. Gelegentlich spielte er noch Theater. Stephan lebte zuletzt in München.

## Filmografie
- 1972: Die rote Kapelle (Fernsehserie, 1 Folge)
- 1972: Zufall, alles Zufall (TV)
- 1973: Ludwig II. (Ludwig)
- 1973: Die perfekte Erpressung (Revolver)
- 1974: Lemmi und die Schmöker (Fernsehserie, 1 Folge)
- 1974: Die Kinder Edouards (TV)
- 1974: Der Jäger von Fall
- 1975: Autoverleih Pistulla (Fernsehserie, 1 Folge, Hase und Igel)
- 1975: Der Edelweißkönig
- 1976: Geburtstage (Fernsehserie, 1 Folge)
- 1976: Derrick (Fernsehserie, 1 Folge)
- 1976: Zwickelbach & Co. (Fernsehserie, 1 Folge)
- 1976: Das Schweigen im Walde
- 1977: Das Gesetz des Clans
- 1977: Waldrausch
- 1978: Polizeiinspektion 1 (Fernsehserie, 1 Folge)
- 1979: Vestire gli ignudi (TV)
- 1988: Der Alte (Fernsehserie, 1 Folge, Ein unaufhaltsames Ende)
- 1988: Feuersturm und Asche (Fernsehserie, 1 Folge)
- 1997: Bild ohne Titel (Kurzfilm)